# 주하치 은행

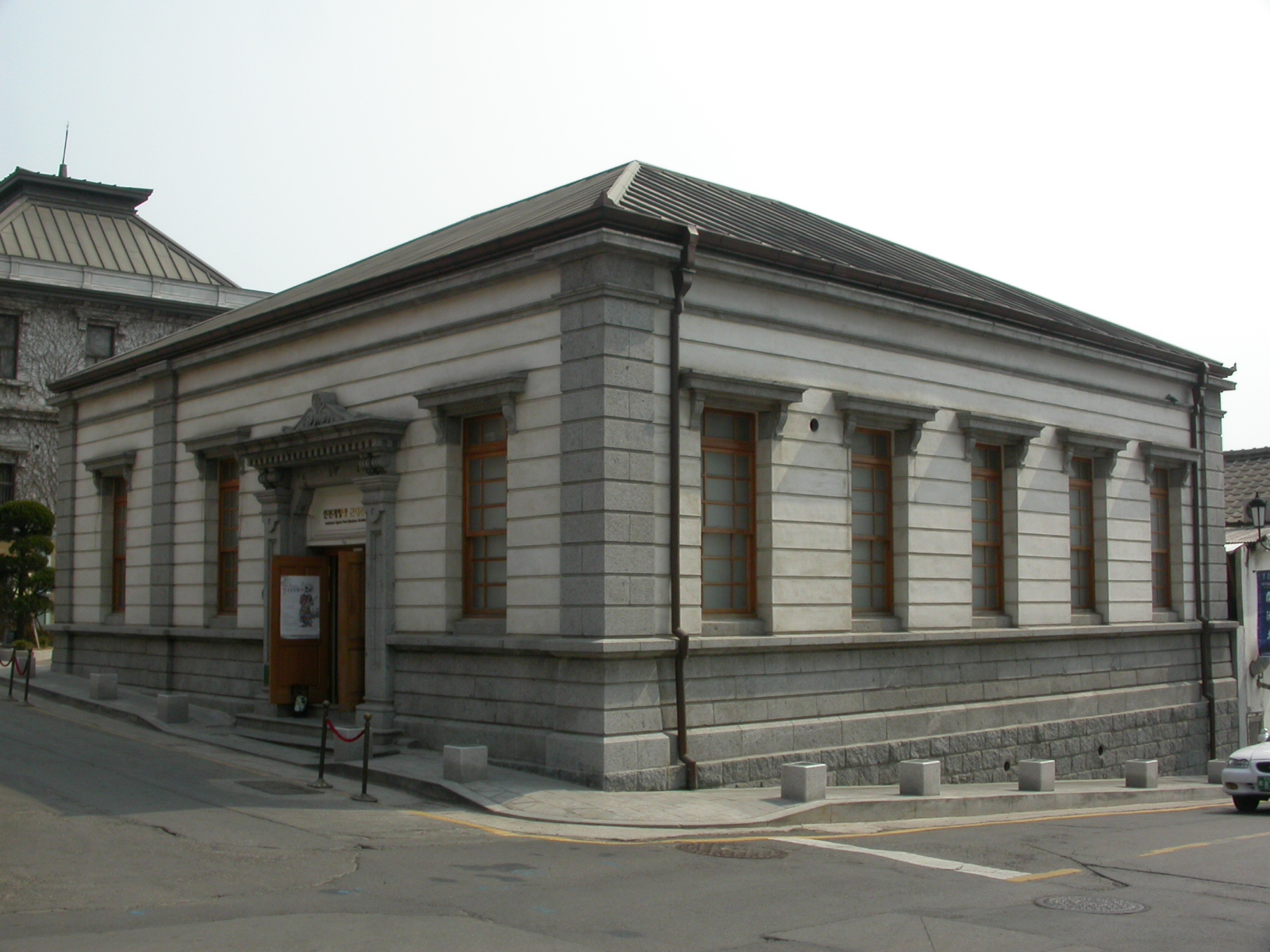
주하치 은행이 일제강점기 시절 당시의 조선 시대 때 세운 인천지점 전경. 현재는 인천광역시의 유형문화재로 등재된 상태이다.

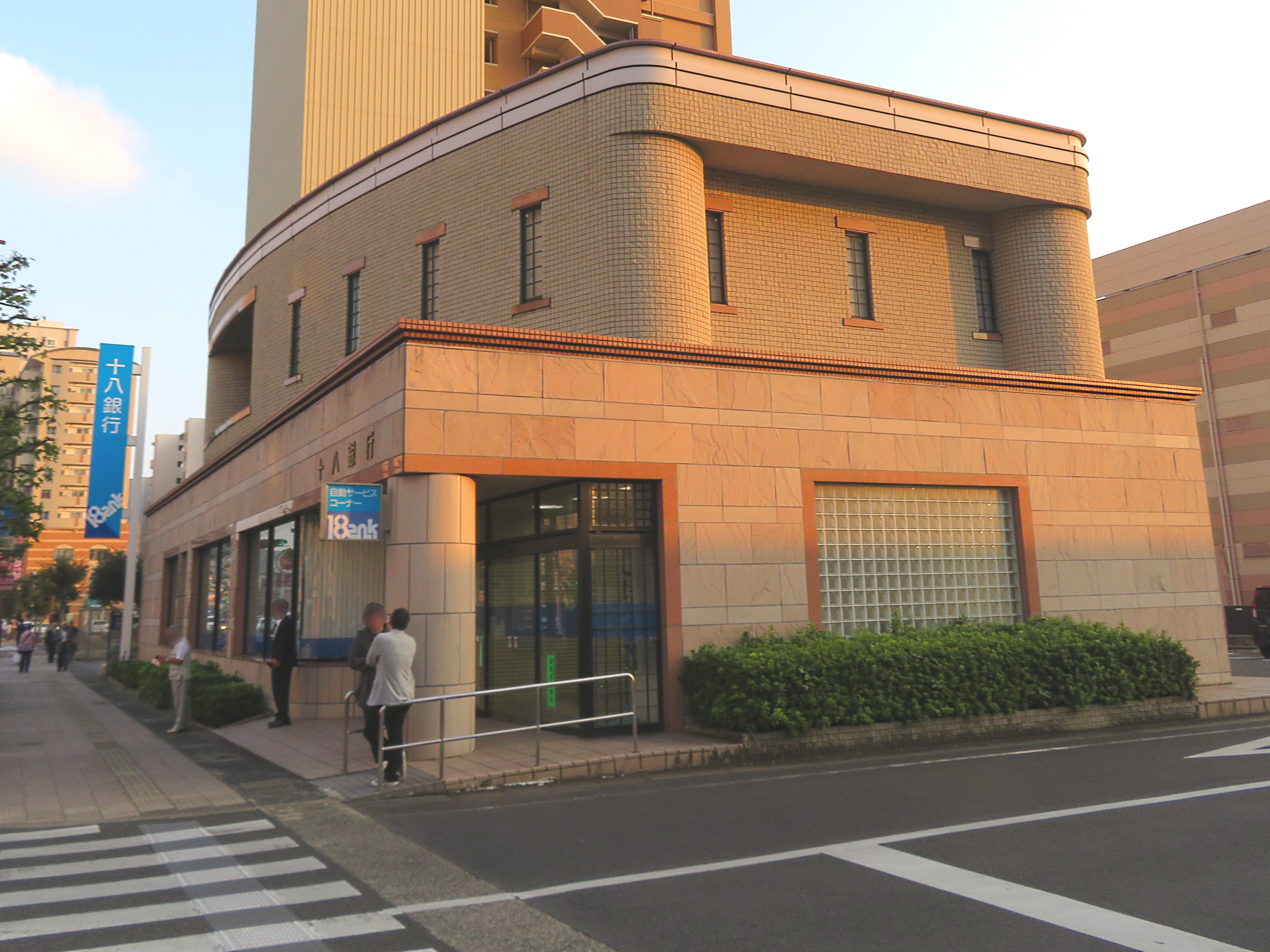
사세보역전지점 (2019년 10월 촬영)

주하치 은행(일본어: 十八銀行 주하치 긴코[*], 영어: The Eighteenth Bank, Limited)은 일본 나가사키현 나가사키시 도자를 본점으로 삼고 있는 지방은행이다. 그래서 금융지주회사인 후쿠오카 파이낸셜 그룹의 완전 자회사에 속하고 있다. 그러니까 나가사키현에서는 신와 은행과의 공동으로 출자되어 있는 사업을 행하여져 있으며, 나가사키시의 지정 금융 기관으로 이루어지고 있다. 현재 주하치 은행이 가지고 있는 점포수는 99개의 지점이 존재하게 된다. 다만 점포가 나고야에 하나 더 들어오면 100개의 점포가 생긴다.
해당 은행은 1877년 제18국립은행에서 출발한 발자취가 있는 것으로 보이게 되며, 한국의 경우 일제강점기 당시의 조선이던 시절, 옛 인천부와 군산부에 지점을 둔 적이 있었다. 99개의 점포 중 88개의 점포가 나가사키현에 집중되어 있으며, 후쿠오카현에는 7개의 점포를, 기타 지역은 도쿄도 주오구, 오사카부 오사카시, 야마구치현 시모노세키시, 구마모토현 구마모토시 등에 각각 1개의 점포가 존재한다. 그리고 1945년 8월 9일에는 히로시마·나가사키 원자폭탄 투하의 여파에 따라 일부 점포가 피해를 준 적이 있었다. 해외 지점은 블라디보스토크와 홍콩까지 지점을 두었으나 홍콩 지점 같은 경우 아시아 금융 위기에 이어 9.11 테러까지 겹쳐져서 2001년부로 폐점하게 되었다. 다만 한국에 한 때 있었던 쥬하치 은행은 1936년 전 점포에 걸쳐 없앤 바 있었으며 추가적으로 히로시마현에 있던 지점은 히로시마 은행에 권한을 넘긴 적이 있었다.